# Take You Dancing
Take You Dancing è un singolo del cantante statunitense Jason Derulo, pubblicato il 22 luglio 2020 come terzo estratto dal quinto album in studio Nu King.

## Pubblicazione
L'artista ha annunciato il lancio del singolo il 16 luglio 2020 tramite i suoi canali social.

## Video musicale
Il video musicale, diretto da Christian Breslauer, è stato caricato attraverso il canale YouTube dell'interprete il 27 agosto 2020.

## Tracce
Testi e musiche di Jason Desrouleaux, Emanuel Kiriakou, Sarah Solovay, Shawn Charles e Teemu Brunila.
Download digitale, streaming
1. Take You Dancing – 3:10

Download digitale, streaming – Owen Norton Remix
1. Take You Dancing (Owen Norton Remix) – 3:17

Download digitale, streaming – R3hab Remix
1. Take You Dancing (R3hab Remix) – 2:55

Download digitale, streaming – Bruno Martini Remix
1. Take You Dancing (Bruno Martini Remix) – 2:32

Download digitale, streaming – Roisto Remix
1. Take You Dancing (Roisto Remix) – 2:41

Download digitale, streaming – Zac Samuel Remix
1. Take You Dancing (Zac Samuel Remix) – 3:13

## Formazione
- Jason Derulo – voce
- Emanuel "Eman" Kiriakou – basso, editing, chitarra, tastiera, programmazione, produzione, ingegneria del suono
- Teemu Brunila – basso, editing, produzione, chitarra, tastiera, programmazione, ingegneria del suono, registrazione
- Ben Hogarth – registrazione
- Chris Gehringer – mastering
- Șerban Ghenea – missaggio

## Classifiche

### Classifiche settimanali
| Classifica (2020-23) | Posizione massima |
| -------------------- | ----------------- |
| Australia            | 10                |
| Austria              | 12                |
| Belgio (Fiandre)     | 8                 |
| Belgio (Vallonia)    | 6                 |
| Bielorussia          | 176               |
| Canada               | 48                |
| Croazia              | 4                 |
| Danimarca            | 27                |
| Estonia              | 24                |
| Finlandia            | 15                |
| Francia              | 74                |
| Germania             | 15                |
| Grecia               | 16                |
| Irlanda              | 7                 |
| Islanda              | 2                 |
| Italia               | 24                |
| Lituania             | 11                |
| Norvegia             | 10                |
| Nuova Zelanda        | 13                |
| Paesi Bassi          | 16                |
| Polonia              | 2                 |
| Portogallo           | 32                |
| Regno Unito          | 7                 |
| Repubblica Ceca      | 32                |
| Romania              | 1                 |
| Russia               | 3                 |
| Slovacchia           | 12                |
| Slovenia             | 2                 |
| Stati Uniti          | 57                |
| Svezia               | 26                |
| Svizzera             | 11                |
| Ucraina              | 3                 |
| Ungheria             | 7                 |

### Classifiche di fine anno
| Classifica (2020) | Posizione |
| ----------------- | --------- |
| Australia         | 89        |
| Austria           | 50        |
| Belgio (Fiandre)  | 85        |
| Germania          | 65        |
| Islanda           | 37        |
| Paesi Bassi       | 79        |
| Polonia           | 34        |
| Regno Unito       | 92        |
| Romania           | 49        |
| Russia            | 52        |
| Svizzera          | 55        |
| Ucraina           | 64        |
| Ungheria          | 37        |
| Classifica (2021) | Posizione |
| Australia         | 96        |
| Belgio (Fiandre)  | 95        |
| Belgio (Vallonia) | 92        |
| Croazia           | 9         |
| Islanda           | 77        |
| Polonia           | 95        |
| Portogallo        | 148       |
| Russia            | 44        |
| Ucraina           | 7         |
| Ungheria          | 51        |
| Classifica (2022) | Posizione |
| Ucraina           | 32        |
| Classifica (2023) | Posizione |
| Ucraina           | 111       |
| Classifica (2024) | Posizione |
| Ucraina           | 157       |

### Classifiche di fine decennio
| Classifica (2020-29) | Posizione |
| -------------------- | --------- |
| Bielorussia          | 35        |
| Russia               | 55        |
| Ucraina              | 4         |